# Orobanche montserratii
Orobanche montserratii är en snyltrotsväxtart som beskrevs av A. J. Pujadas Salva, D. Gómez Garcia. Orobanche montserratii ingår i släktet snyltrötter, och familjen snyltrotsväxter. Inga underarter finns listade i Catalogue of Life.